# Benet Panyelles i Escardó
Benet Panyelles i Escardó (Vilafranca del Penedès, 1670 - Palma, 6 de novembre de 1745) fou un religiós català.

El 1689 professà en el monestir de benedictins de Sant Feliu de Guíxols. Cursà filosofia a Ribas de Sil (Lugo) i teologia a Salamanca. El 1705 fou nomenat abat d'aquell cenobi, dignitat que conservà durant dotze anys consecutius, fins al 1717 en que fou elegit general de l'orde. El 1727 exercia el càrrec d'abat del monestir de Montserrat de Madrid. El 1730 Felip V el nomenà bisbe de Mallorca,
| « | en recompensa, segons el seu biògraf, González Hurtebise, del seu talent i virtuts i en reconeixement de la lleialtat que havia demostrat per la causa borbònica durant les guerres amb l'arxiduc. | » |

La consagració de Panyelles i Escardó tingué lloc el 19 de setembre d'aquell mateix any en l'església de Montserrat de Madrid, i el 12 de novembre va fer la seva entrada a Palma.
Durant el seu episcopat, Panyelles i Escardó procurà l'engrandiment del seu estimat cenobi de Sant Feliu de Guíxols, al què, segons deia, considerava com l'origen de tota la seva prosperitat i fortuna. El 6 de setembre de 1741 col·locà la primera pedra per a la reedificació de l'església de Santa Magdalena de Palma.
El cos de Panyelles i Escardó va rebre sepultura en la catedral de la pròpia ciutat, dintre d'un sumptuós panteó que ell mateix havia fet construir.